# Laufhund
A laufhund[Nota] (em alemão:  Laufhund e Schweizerischer Niederlaufhund), conhecida nos países lusófonos também como sabujo suíço, é uma raça de cães sabujos de porte médio (38 cm a 58,5 cm) que podem pesar entre 15 e 20 kg, dito muito poderosos e utilizados para caçadas. Entre esta raça canina e o niederlaufhund (chamados pequenos sabujos) há pouca diferença, residindo especificamente nas pernas mais curtas dos niederrlaufhund, que pesam cerca de cinco quilos a menos que seu parente. Essa diferença foi obtida através dos cruzamentos com raças anãs, que geraram estes pequenos sabujos.
Fisicamente, existem quatro variações que diferem apenas na cor: [carece de fontes?] O sabujo suíço (Berner laufhund) - preto e branco com manchas castanhas sobre os olhos muitas vezes considerado tricolor; O sabujo jura (Jura laufhund) - pelagem lisa e sem subpelo, preto com manchas castanhas acima dos olhos, com algumas brancas; O sabujo lucerna (Luzerner laufhund) - pêlo liso branco salpicado de cinza ou preto para dar uma aparência azul, com manchas pretas e marcas tan sobre os olhos; E o sabujo schwiezer (Schwiezer laufhund) - com "avental branco" liso com manchas vermelho-alaranjadas. Já as quatro variedades menores, que também diferem na cor, são denominadas: [carece de fontes?] pequeno sabujo suíço, pequeno sabujo jura, pequeno sabujo lucerna e pequeno sabujo schwizer ou schwyz.

## Galeria
As diferentes pelagens características do sabujo suíço:

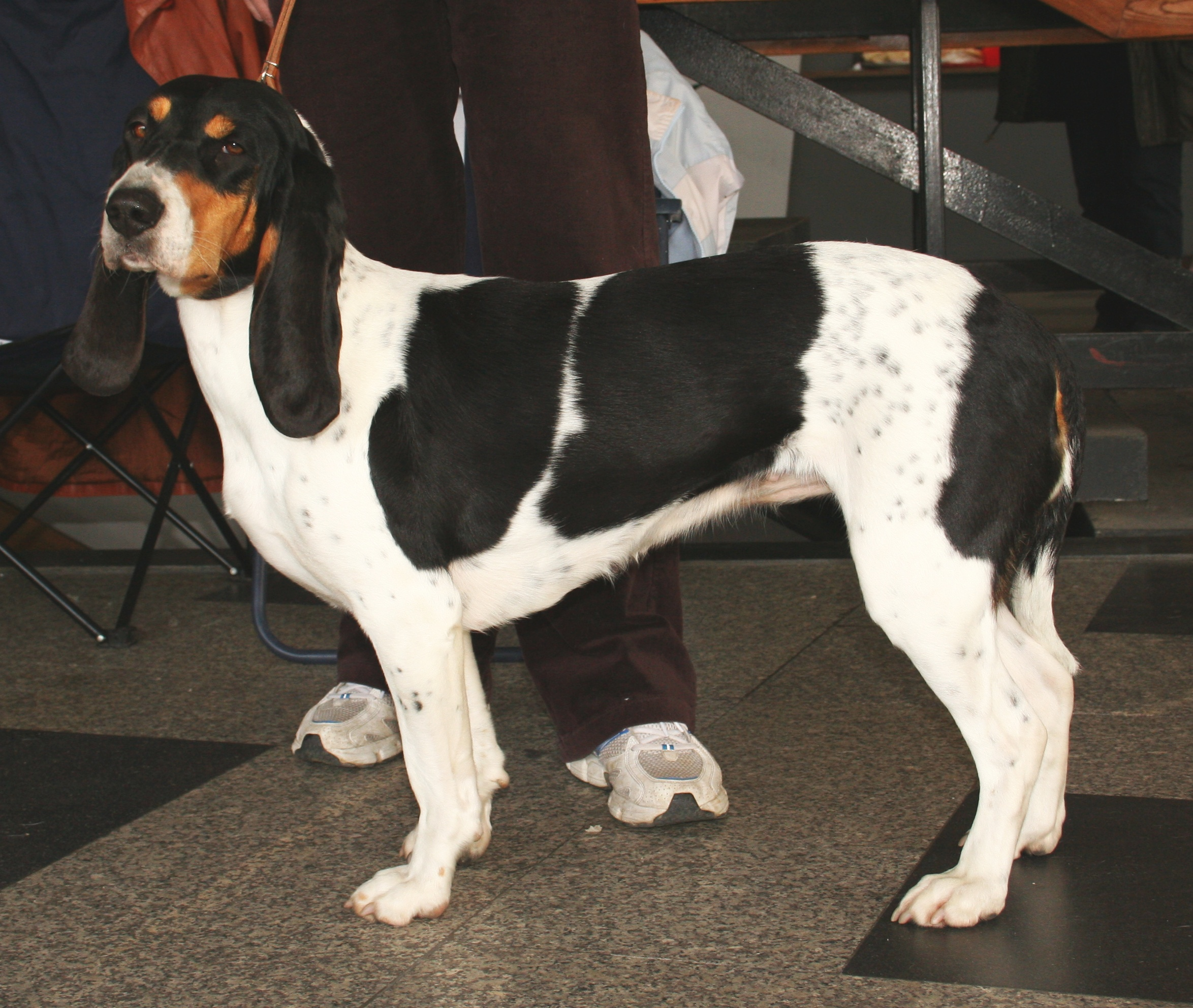
Um berner laufhund.
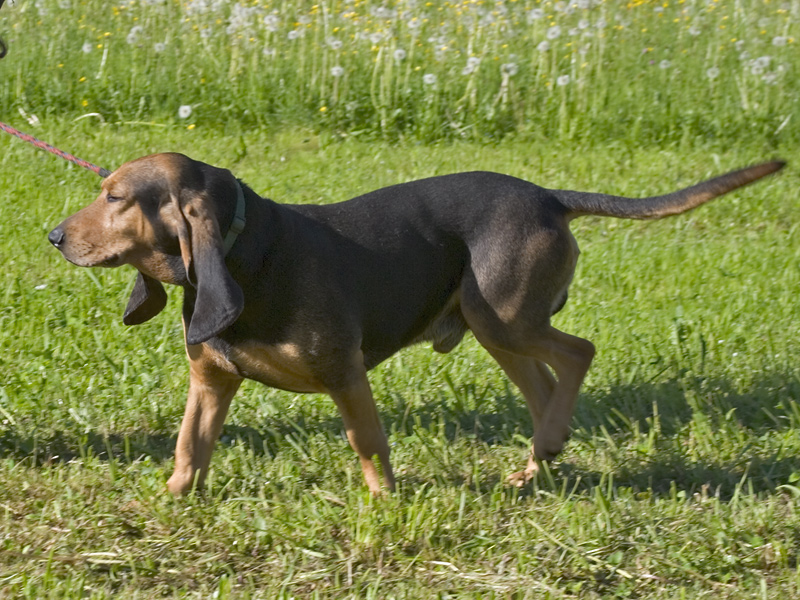
Um jura laufhund.
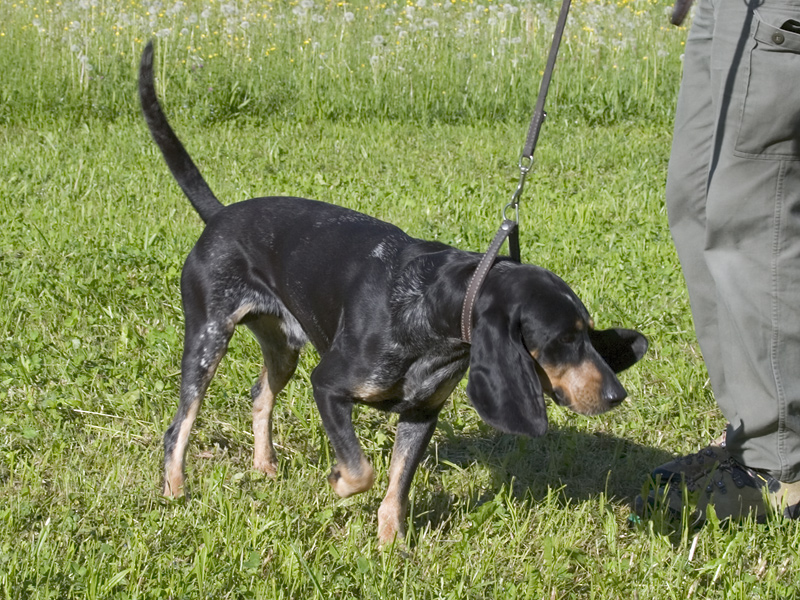
Um luzerner laufhund.
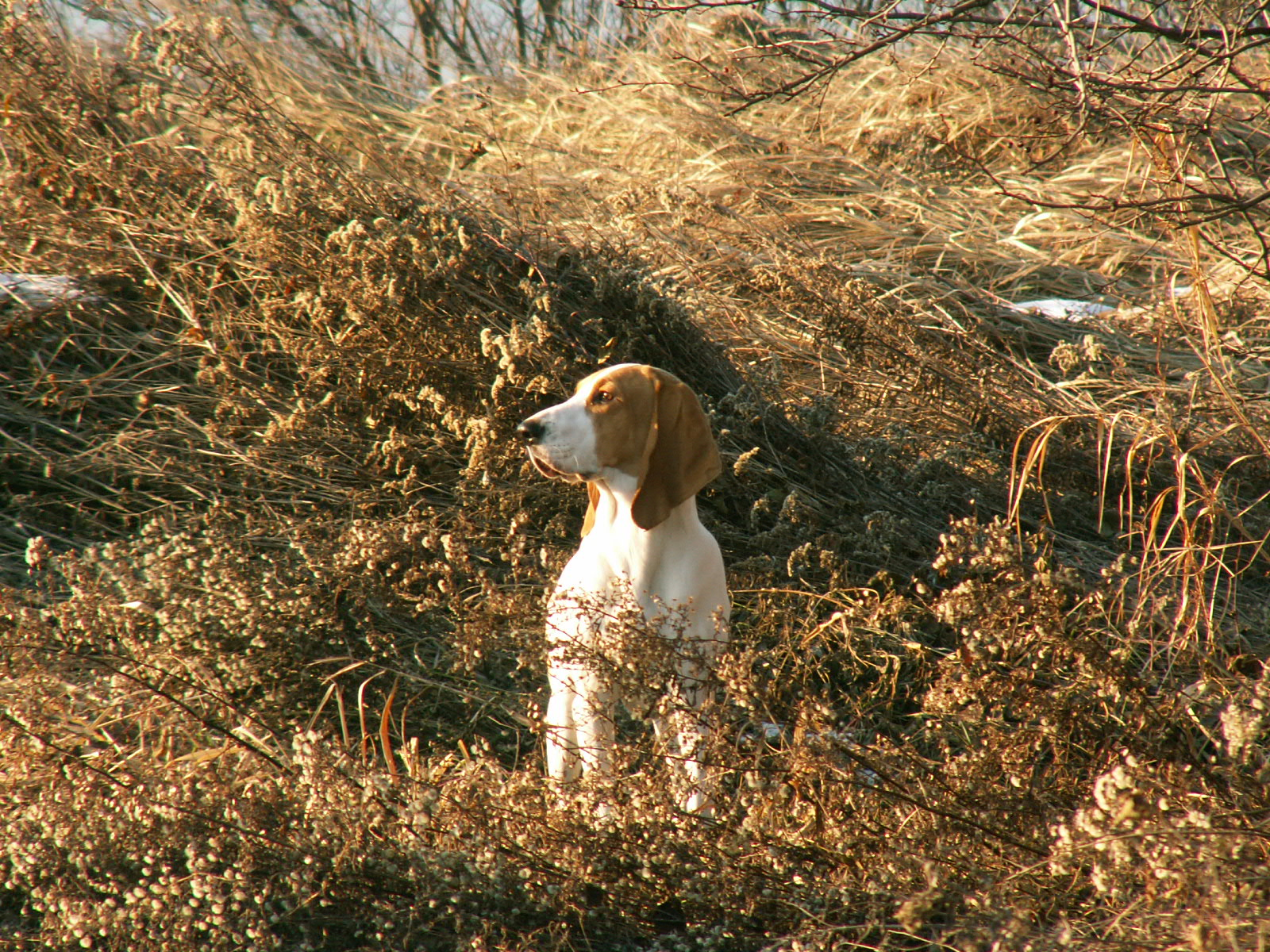
Um schwiezer laufhund.